# Kukulkan

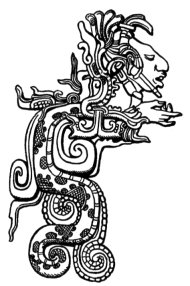
Kukulkan pe un basorelief de la Yaxchilan.

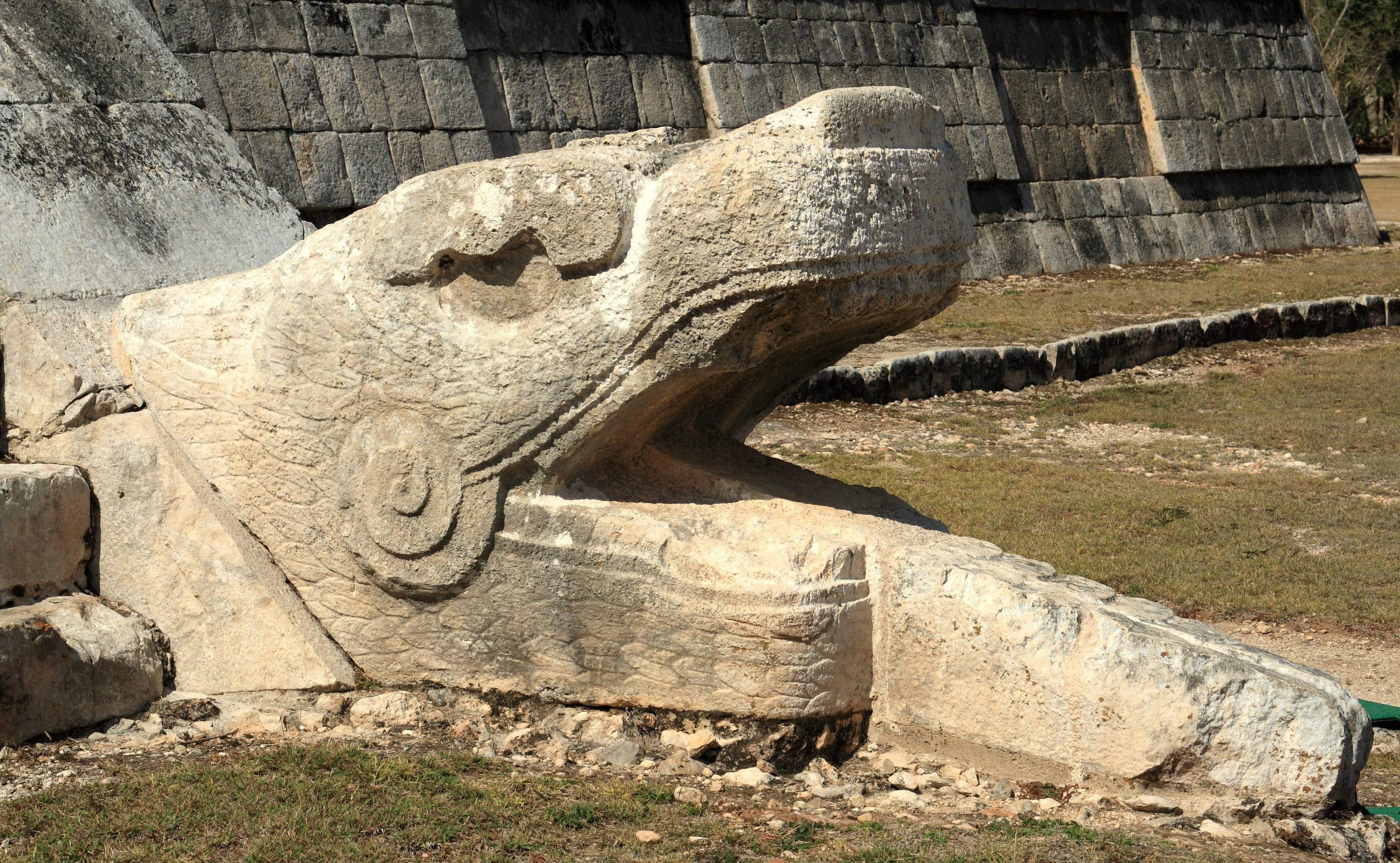
Kukulkan la baza feței de vest a scărilor nordice de la El Castillo, Chichen Itza.

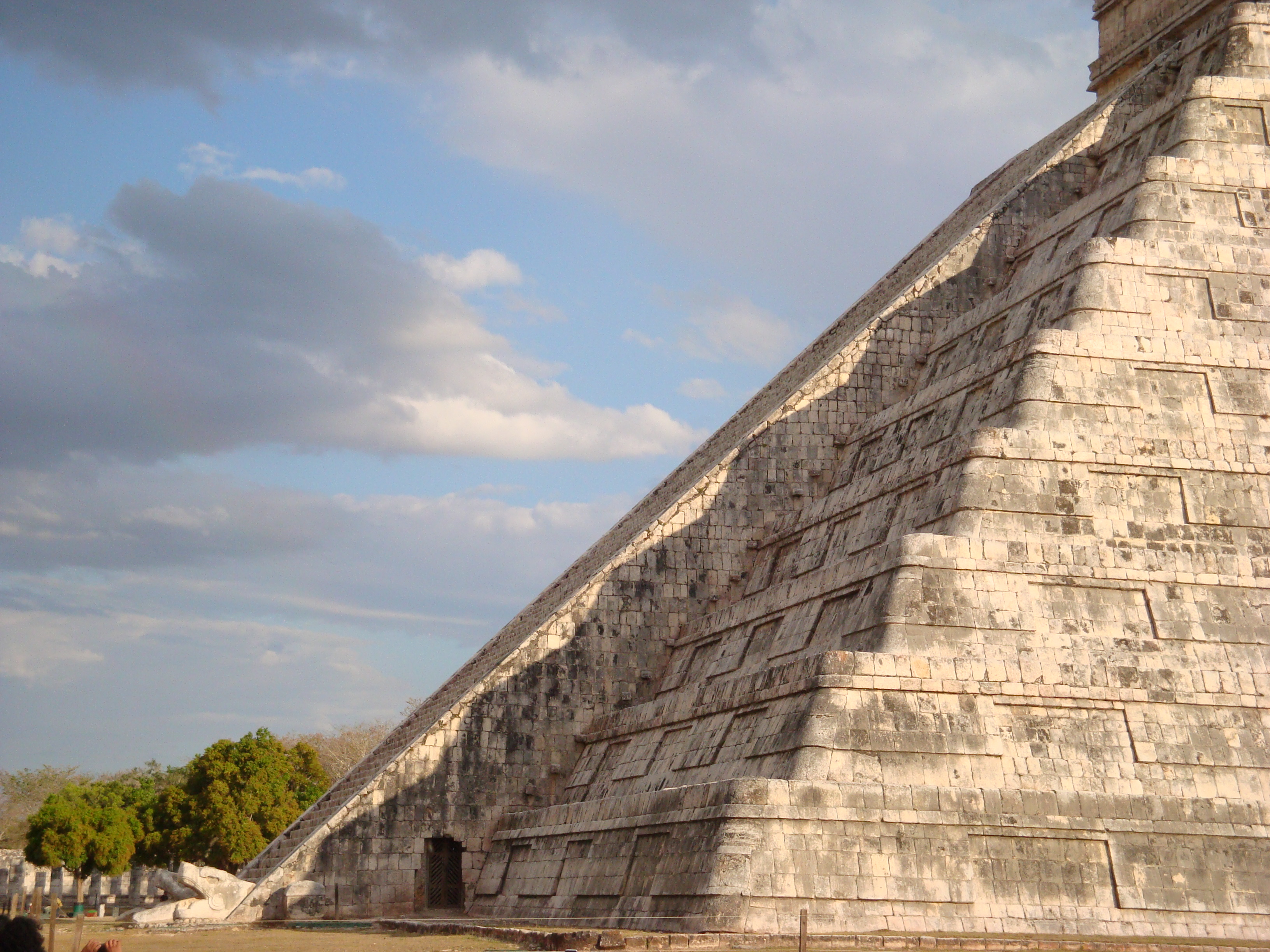
Kukulkan la Piramida de la Chichen Itza în timpul echinoxului. Faimoasa coborâre a șarpelui în martie 2009.

Kukulkan („Șarpele cu pene”) este un zeu major din panteonul mitologiei mayașe. În limba mayașă Yucatec numele folosit este K'uk'ulkan, iar în limba Tzotzil K'uk'ul-chon.
În perioada clasică mayașă era zeul șarpe cu pene al războiului.